# Kleine Nepal-Hufeisennase

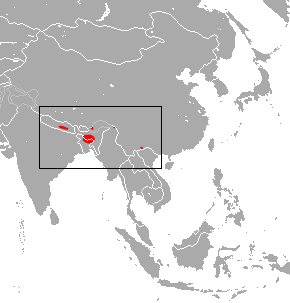
Verbreitungsgebiet der Nepal Hufeisennase

Die Kleine Nepal-Hufeisennase oder Nepal Hufeisennase (Rhinolophus subbadius) ist ein mit mehreren disjunkten Population in Zentral- und Südostasien verbreitetes Fledertier in der Gattung der Hufeisennasen.

## Taxonomie
Der deutsche Name bezieht sich auf den Fundort des Typusexemplars in Nepal. Das Tier zählt zu einer Artengruppe, die nach der Zwerg-Hufeisennase (Rhinolophus pusillus) benannt ist. Zwischen beiden Arten kommen oft Verwechslungen vor. Weiterhin ist die 1997 beschriebene Pahang-Hufeisennase (Rhinolophus convexus) aus Malaysia dieser Art sehr ähnlich.
Brian Houghton Hodgson beschrieb schon 1841 eine Fledermaus aus dem Himalaya als Vespertilio subbadia. Diese konnte später keiner anerkannten Art zugeordnet werden und gilt als nomen nudum. Vermutlich handelte es sich um eine Form der Zweifarbigen Rundblattnase (Hipposideros bicolor).

## Merkmale
Diese sehr kleine Hufeisennase erreicht eine Kopf-Rumpf-Länge von 35 bis 37 mm, eine Schwanzlänge von 16 bis 19 mm und sie hat 33 bis 38 mm lange Unterarme. Gewichtsangaben fehlen, die Hinterfüße sind 6,5 bis 8 mm lang und die Länge der Ohren liegt bei 14 bis 18 mm. Die Hauptteile des Nasenblattes sind eine hufeisenförmige Grundform und ein skalpellförmiger Aufsatz. Andere Kennzeichen des Kopfes sind drei Kerben in der Unterlippe, schmale obere Schneidezähne und ein kleiner zweiter Prämolar im Oberkiefer pro Seite. Im Unterkiefer kann ein Prämolar pro Seite fehlen. Dadurch enthält das Gebiss 32 oder 30 Zähne. Die oberseitigen Haare sind an der Wurzel grau und an den Spitzen rotbraun, was ein zimtbraunes Aussehen erzeugt. Unterseits kommt leicht helles Fell vor. Die Ohren erreichen fast die Länge des Kopfes und sie sind oben zugespitzt mit einer kleinen konkaven Biegung vor der Spitze.

## Verbreitung und Lebensweise
Populationen der Art sind aus dem östlichen Nepal, dem nordöstlichen Indien (Arunachal Pradesh und Meghalaya), dem Tiefland Nam Tamay in Myanmar, dem nördlichen Bangladesch und aus der chinesischen Provinz Yunnan bekannt. Einzelne Populationen liegen dicht bei Bhutan und Vietnam, die möglicherweise erreicht werden. Die Nepal Hufeisennase lebt im Flach- und Bergland bis 1230 Meter Höhe. Sie hält sich in dichten Wäldern mit einem Unterwuchs aus Bambus auf. Vermutlich ruhen die Exemplare in Höhlen oder Erdlöchern.
Zum Verhalten der Art und zur Ernährungsweise ist nichts bekannt.

## Gefährdung
Vermutlich wirken sich Forstwirtschaft, Umwandlung der Wälder in Ackerland und neue Bergbaugebiete negativ aus. In Bereichen des Himalayas nahm die Zahl der registrierten Exemplare ab. Die Funde verteilen sich über ein großes Gebiet, was auf eine große Gesamtpopulation schließen lässt. Deshalb wird die Nepal Hufeisennase von der IUCN als nicht gefährdet (least concern) gelistet. Die nationalen Naturschutzorganisationen von Nepal und Bangladesch listen die Art mit unzureichende Datenlage.